# Phycoma marcellina
Phycoma marcellina är en fjärilsart som beskrevs av Stoll 1780. Phycoma marcellina ingår i släktet Phycoma och familjen nattflyn. Inga underarter finns listade i Catalogue of Life.

## Bildgalleri

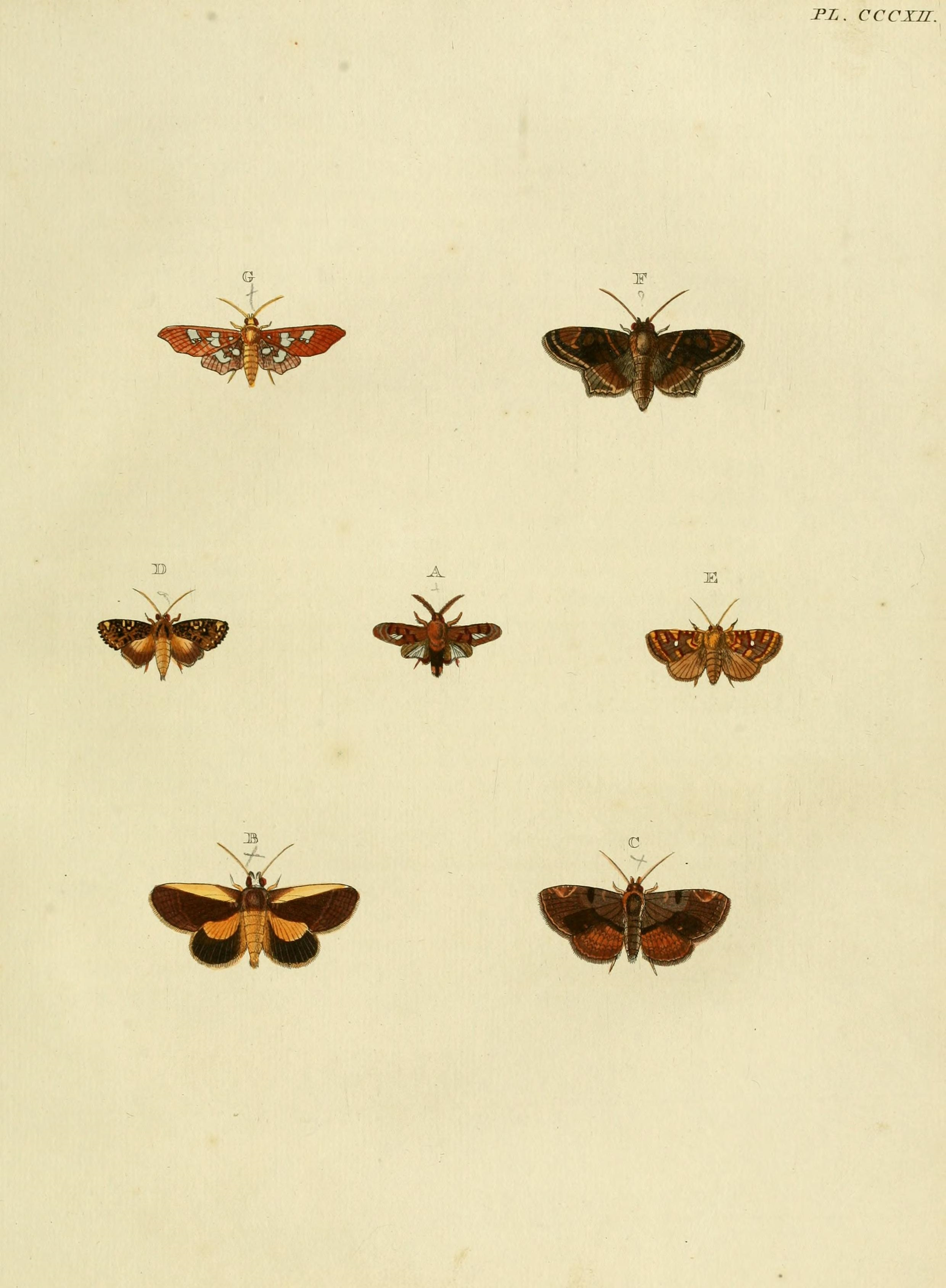